# 第1回日本レコード大賞
第1回日本レコード大賞（だい1かいにほんレコードたいしょう）は、1959年（昭和34年）12月27日に文京公会堂で行われた、1回目の『日本レコード大賞』である。

## 概要
日本レコード大賞は、大手レコード会社の寡占状態にあった戦後日本の音楽界を広く開放し、多ジャンルの中から新しい日本の歌を生み出してゆくという試みから生まれ、その推進力となったのはレコード会社所属の作曲家による親睦団体『日本作曲家協会』であった。創設の経緯から音楽界の主流派に対する挑戦という意味合いが強く、レコード会社や大手メディアの協力が得られず、運営費の一部は実行委員長の古賀政男の持ち出しで賄われた。
審査員は音楽ペンクラブから5名、NHKから3名、各放送局から1名、『平凡』と『明星』の編集長、作曲家協会の会員代表であった。審査員が1人1曲をエントリーし、12月14日の第一次予選で20曲、第二次予選で6曲まで候補が絞られた。15日に6曲の中で決を採った結果、「黒い花びら」とフランク永井の「夜霧に消えたチャコ」の間で決選投票となり、「黒い花びら」が1票差で大賞に選出された。フランクは歌唱賞を受賞、また新人の水原が大賞を受賞したため、新人賞は受賞者なしとなった。
後年、作曲家協会で理事長を務めていた服部良一が選考にまつわる裏話を披露しており、それによると審査の最中に「黒い花びら」を作曲した中村八大が作曲家協会に所属しておらず、ノミネートの基準を満たしていないことが発覚した。そこで急遽、中村を加入させることにより体裁を整えたとのことである。服部は「われわれとしては『黒い花びら』みたいな歌に第1回大賞を上げたかった」と語っており、受賞資格を緩和させてまで同曲を受賞させた経緯がうかがえる。
審査中も、「黒い花びら」はロカビリーだから外すべきだ、という意見が出て侃侃諤諤の議論になったことが明らかになっている。結果として、受賞曲はロカビリーの「黒い花びら」、歌手はジャズ喫茶やキャバレーで下積みを積んだ水原弘、作曲はジャズマンから転身したフリーランスの中村八大、作詞は本職が放送作家の永六輔といういずれも本作デビューの3人という、音楽界の主流とは程遠い面子が第1回の大賞に輝いた。
ただし、レコード大賞自体は当時知名度が余りにもなく、受賞の報せを受けた水原は「レコード大賞? なんだい、そりゃあ」という言葉を残している。中村は名古屋への演奏旅行の最中で「おめでとう、と言われても何だかわからなかった」という。
発表会は12月27日の午後3時から文京公会堂で行われ、ラジオ東京テレビ（KRT。現：TBSテレビ）で生中継された。放送時間はわずか45分（15:05 - 15:50）で、司会の鶴田全夫アナウンサーの紹介と表彰、受賞曲の披露が淡々と進むだけの構成であった。受賞曲は審査翌日に新聞に掲載されていたため演出上盛り上がる要素が皆無で、収容2000人の会場には観客は200人しか入らず、作曲賞を受賞した渡久地政信までが往来で客引きに駆り出されたという。終了後の祝賀会は会場前の喫茶店の2階で行われ、一同紅茶とケーキで歓談したという。

## 放送時間
- 日曜15:05 - 15:50

- 先述の通りわずか45分間しか放送されず、放送時間が1時間を切ったのは長い歴史でもこれが唯一。

## 司会
- 鶴田全夫

## 受賞作品・受賞者

### 日本レコード大賞
- 「黒い花びら」
  - 歌手:水原弘
  - 作詞:永六輔
  - 作曲:中村八大
  - 編曲:中村八大

### 歌唱賞
- 「夜霧に消えたチャコ」
  - 歌手:フランク永井

### 作曲賞
- 「夜霧に消えたチャコ」（歌:フランク永井）
  - 作曲:渡久地政信

### 作詩賞
- 「フルート」（歌:島倉千代子）
  - 作曲:サトウハチロー

### 童謡賞
- 「やさしい和尚さん」（歌:石井亀次郎とキングホウズキ会）

## TV中継スタッフ
- プロデューサー:
- 総合演出:
- 舞台監督:
- 編成担当:
- 製作著作:KRT
- 主催:社団法人 日本作曲家協会、日本レコード大賞制定委員会、日本レコード大賞実行委員会